# Starplayerz
Starplayerz, de son vrai nom Mehdi Naili (1976), est un producteur de musique né en France.
Des labels comme Columbia (Sony Music), Exclusive Recordings ou Happy Music France travaillent avec Starplayerz. Il a fait de nombreux remixes (Nica Brooke, Arielle Dombasle, September, etc.).
Son premier single We Love House Music — avec Benji de la House — est sorti sur la compilation Club Saint Tropez 2009 (Happy Music / Universal Music).

## Discographie
- 2008 : Ou tu veux (Starplayerz Remix) Arielle Dombasle (Columbia France/Sony Music)
- 2009 : Revival Changes (Starplayerz House Vocal Mix) Cristian Paduraru feat. Nica Brooke (Yespiring)
- 2009 : We Love House Music Starplayerz vs. Benji de la House (Happy Music)
- 2009 : Heartbreak (Starplayerz Radio/Club Edit) Freemasons feat. Sophie Ellis Bextor (Happy Music)
- 2009 : Brand New Love affair - In The Mix Amanda Lear ( Edina Music )
- 2009 : Because I Love You (Starplayerz Remix) September ( Happy Music )
- 2011 : Chinese Walk (Starplayerz Remix) Amanda Lear ( Little Boom Records )